# ISO 3166-2:DE
ISO 3166-2:DE là nhập cảnh cho Đức trong ISO 3166-2, một phần của tiêu chuẩn ISO 3166 tiêu chuẩn được công bố bởi Tổ chức tiêu chuẩn hóa quốc tế (ISO), trong đó xác định mã cho tên của chủ tịch phân (ví dụ, tỉnh hoặc tiểu bang) của tất cả các quốc gia được mã hóa theo ISO 3166-1.
Hiện tại đối với Đức, mã ISO 3166-2 được xác định cho tất cả 16 tiểu bang (với danh mục phân khu là "Đất").
Mỗi mã bao gồm hai phần, cách nhau bởi dấu gạch nối. Phần đầu tiên là DE, mã ISO 3166-1 alpha-2 của Đức. Phần thứ hai là hai chữ cái. Các mã cho Bremen (DE-HB) và Hamburg (DE-HH) được dựa trên tên chính thức của chúng.

## Mã hiện tại
Tên phân khu được liệt kê như trong tiêu chuẩn ISO 3166-2 do Cơ quan bảo trì ISO 3166 (ISO 3166/MA) công bố.
Nhấp vào nút trong tiêu đề để sắp xếp từng cột.
| Mã    | Tên phân khu (de)      | Tên phân khu (vi)         |
| ----- | ---------------------- | ------------------------- |
| DE-BW | Baden-Württemberg      | Baden-Württemberg         |
| DE-BY | Bayern                 | Bavaria                   |
| DE-BE | Berlin                 | Berlin                    |
| DE-BB | Brandenburg            | Brandenburg               |
| DE-HB | Bremen                 | Bremen                    |
| DE-HH | Hamburg                | Hamburg                   |
| DE-HE | Hessen                 | Hesse                     |
| DE-MV | Mecklenburg-Vorpommern | Mecklenburg-Tây Pomerania |
| DE-NI | Niedersachsen          | Niedersachsen             |
| DE-NW | Nordrhein-Westfalen    | Bắc Rhein-Tây phalia      |
| DE-RP | Rheinland-Pfalz        | Rheinland-Pfalz           |
| DE-SL | Saarland               | Saarland                  |
| DE-SN | Sachsen                | Saxony                    |
| DE-ST | Sachsen-Anhalt         | Saxony-Anhalt             |
| DE-SH | Schleswig-Holstein     | Schleswig-Holstein        |
| DE-TH | Thüringen              | Thuringia                 |

Ghi chú
1. ↑  Chỉ để tham khảo, Tên tiếng Anh không có trong tiêu chuẩn ISO 3166-2.

Bản đồ của Đức với mỗi Vùng đất được dán nhãn phần thứ hai của mã ISO 3166-2.

Các chữ viết tắt trực quan hơn "DE-NS" cho Lower Sachsen và "DE-SA" (hoặc "DE-SS") cho Sachsen hoặc Sachsen-Anhalt đã được tránh nhằm mục đích, vì ý nghĩa của xã ("Nationalsozialismus", "Sturmabteilung", "Schutzstaffel"), nhưng "HH", cũng liên quan đến "Heil Hitler", từ lâu đã được sử dụng cho biển số xe ở Hamburg.